# 大岩根綾奈
大岩根 綾奈（おおいわね あやな）は、女優、タレント。ミス東スポ2018ファイナリスト。
宮崎県日南市生まれ。エーライツ所属。

## 略歴・人物
- 特技：書道、歌、ダンス、競馬予想
- 好きな歌手：TWICE、あいみょん、ハロプロ系、中島みゆき etc.
- 東京に上京して4年目になるが、宮崎訛りが取れない。本人は標準語と主張している。
- 配信アプリのマシェバラでプロ野球NIGHT（現在はバファローズNIGHTに改名）に出演し、オリックス・バファローズのファンになる。目標としてオリックス・バファローズ主催試合で始球式を務める事を掲げる。
- 2021年5月17日より、自身のYouTube「ダイコンチャンネル【大岩根綾奈】」をスタートした[2]。

## 出演

### バラエティ番組
- 東京オーディション(仮)（2018年 - 、TOKYO MX） - レギュラー[3]
- 極楽山本・ロンブー亮の「ARIGATEENA TV」（2020年 - 、テレビ埼玉）- 日曜日レギュラー[4]
- 極楽山本・ロンブー亮の「あたり前じゃねぇからな!TV」（2020年 - 、TOKYO MX）- レギュラー[5]

### 映画
- 今夜、世界からこの恋が消えても 秘書 役 2022年7月29日公開

### テレビドラマ
- フルーツ宅配便 第7話・第8話（2019年1月、テレビ東京）- デリヘル嬢 役

### ラジオ
- 姫ラジI オリックス勝手に応援ラジオ（2022年4月9日 -）レギュラー
- たなみんサタデー（2021年11月6日 - 12月25日）月替わりアシスタント
- ダイコンとありーなのバグラジ!（2021年4月29日 - 、渋谷クロスFM）冠番組[6]

### 動画配信
- マシェバラ（2017年 - ）[7]
- マシェバラ競馬バラエティ ウマバラ（2017年8月 - ）[8]
- マシェバラ 今夜はプロ野球Night（2020年 - ）[9]
- マシェバラ 小力の小部屋（2018年5月2日）[10]
- マシェバラ的ケイリン生活 チャリバラ（2018年5月2日）[11]
- マシェバラ サミットクラブトーク番組 二人会議（2020年）[12]

### イベント
- ミス東スポ2018撮影会（2017年10月22日、ゼロスタジオ）[13]

### 舞台
- 「黄金のコメディフェスティバル」（2022年10月21日 - 30日 シアター風姿花伝）
- 「時を駆け抜ける少女」（2022年9月23日 - 25日 新宿SACT！）
- 「あの壁の絵～キタナイ涙2022～」（2022年6月17日 - 19日 小劇場B1）
- 「君に響け！～楽器達のラプソディ」（2022年4月29日 - 5月1日 西荻ターニング）
- 朗読劇「晴天に雨2021～あのコと私。～」（2021年12月10日 - 12日、GOTANDA G5）
- ときめきステーショナリーズ朗読劇「グランドサマーメモリーズ」（2021年7月21日 - 23日、GOTANDA G5）

### 新聞
- 東スポ[14][15]
- 日刊工業新聞[16]